# Habsberg (Schwarzwald)
Der Habsberg ist mit einer Höhe von 1275,8 m ü. NHN einer der beherrschenden Berge des nach Süden niedriger werdenden Bergzuges, der vom zentralen Hochgebiet des Südschwarzwalds um Feldberg (1493 m ü. NHN) und Herzogenhorn ausgeht und zwischen dem oberen Albtal und dem Schluchsee im Schwarzwald verläuft. Er liegt fünf Kilometer nördlich von St. Blasien etwa mittig zwischen Bernau und der Gemeinde Schluchsee.

## Landschaftliche Charakteristik
Der Habsberg ist dem Namen nach ein Doppelgipfel: Der im Osten gelegene Untere Habsberg ist eine 1208 m ü. NHN hohe Kuppe und vom Oberen Habsberg durch die 60 Meter tiefe Einsattelung Krummenkreuz getrennt, der Obere Habsberg stellt einen 2,5 Kilometer langen westöstlich verlaufenden Kamm dar mit mehr als fünf ähnlich gearteten Hochpunkten. Der Obere Habsberg fällt nach Westen rund 400 Meter ab zum Tal der Menzenschwander Alb und nach Nordosten rund 300 Meter zum Schluchsee. 
Die Kammlinie der beiden Habsberge wird im Süden begleitet von einer alten Wegeverbindung von Bernau nach Schluchsee, die über eine tief eingekerbte Einsattelung nahe der einsamen einstigen Glashüttensiedlung Muchenland hinweg verlief. Nördlich bildet den Fußbereich der breite, gestufte Talgrund des Krummenbaches mit den Moorbecken Eschenmoos und Unterkrummenwiese, zwei verlandeten, durch die kaltzeitliche Feldbergvergletscherung ausgeschürften Mulden. Auch weiter südöstlich gibt es ein Moorbecken, das wie der Berg selbst benannte Habsmoos bei Blasiwald. 

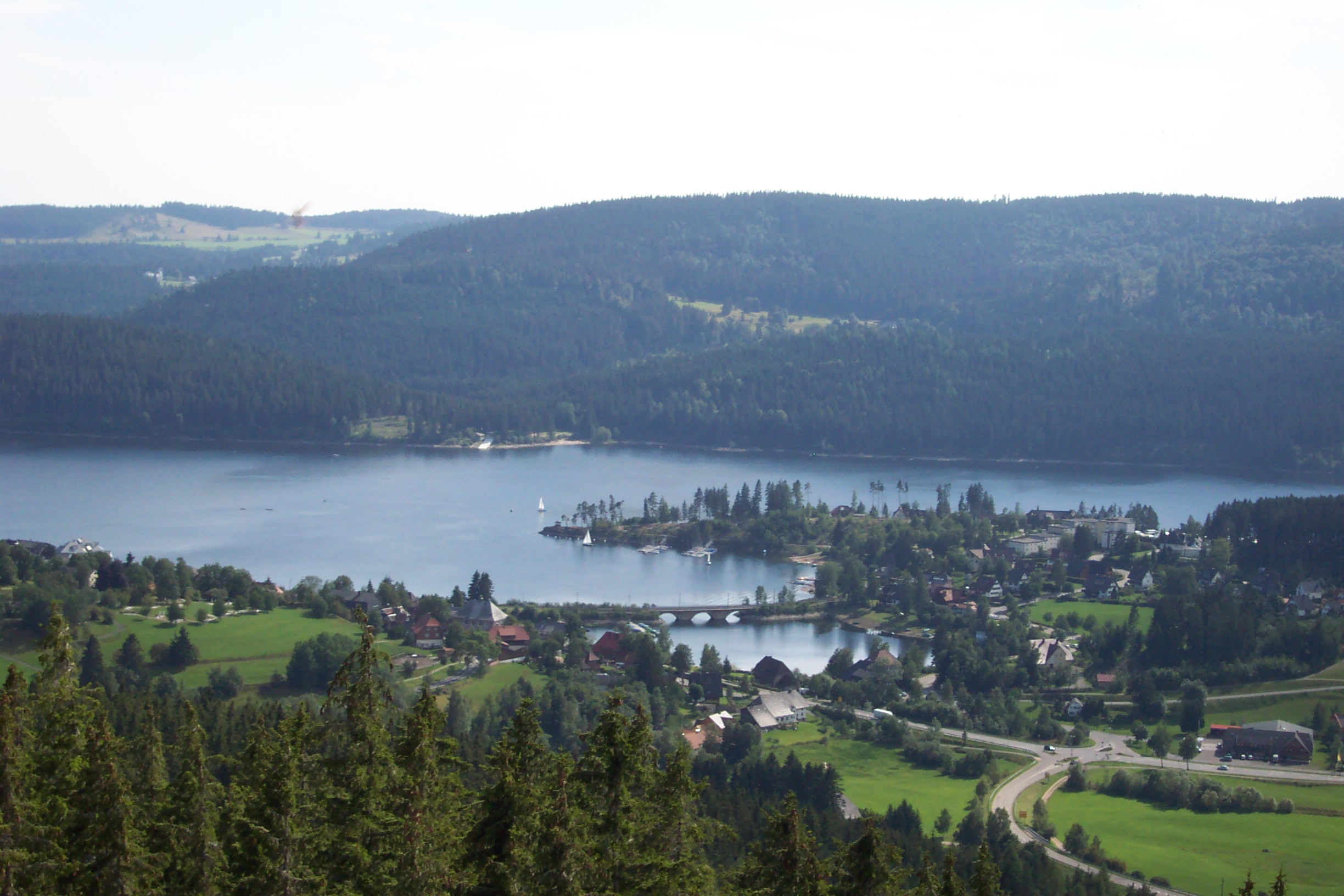
Blick über den Schluchsee hinweg nach Westen zum Unteren Habsberg und den lang gestreckten Oberen Habsberg dahinter

Der Habsberg besteht in seinem Westteil aus Bärhalde-Granit; dieser entstand durch die mit etwa 340 Millionen Jahren jüngste aller Schwarzwälder Granitintrusionen. Dabei entstand ein sehr grobkörniger Zweiglimmer-Granit (mit Biotit und Muskovit). Der größte Teil besteht aus dem östlich angrenzenden etwas älteren Schluchsee-Granit, ihn durchziehen schwarmartig viele parallele Granitporphyr-Gänge in Abständen von 300 bis 600 Metern. Diese gangförmigen Porphyr-Vorkommen sind wahrscheinlich gegen Ende der variszischen Gebirgsbildung entstanden, d. h. vor rund 320 Millionen Jahren. (Der Schwarzwald als Gebirge war dagegen noch vor ca. 40 Millionen Jahren nicht vorhanden.)
Der Habsberg ist während der Gebirgsbildung des Schwarzwalds zusammen mit dem Feldberg in einer Hochscholle besonders herausgehoben worden. Während der Vereisungen des gegenwärtigen Eiszeitalters ist der Habsberg von der Eiskappe des Feldberggletschers nicht überströmt worden, ragte also als Nunatak heraus.
Die Vegetation ist durch großflächige Waldungen bestimmt. Es dominieren hier in der hochmontanen Höhenstufe Fichtenbestände; auf dem Süd- und auch dem Nordhang des Oberen Habsbergs sind dennoch großflächige, struktur- und totholzreiche Buchenaltbestände erhalten, teilweise mit Tannen durchsetzt. Nur im Süden, im Muchenland und um Blasiwald, grenzen großflächig Weidfelder und Wiesen an den Habsberg an.
Touristisch ist das Gebiet um den Habsberg abgelegen und ruhig; seiner Kammlinie folgt kein Wanderweg. Die Langlaufloipe Habsberg-Spur umrundet vom Wandererparkplatz Muchenland aus den Oberen Habsberg.